# Plopiș (okręg Sălaj)
Plopiș – wieś w Rumunii, w okręgu Sălaj, w gminie Plopiș. W 2011 roku liczyła 948 mieszkańców.